# Io che amo solo te (film 2015)
Io che amo solo te è un film italiano del 2015 diretto da Marco Ponti.
Il film è tratto liberamente dall'omonimo libro di Luca Bianchini, che ha inoltre partecipato alla stesura della sceneggiatura. La pellicola ha debuttato al primo posto del botteghino italiano.

## Trama
Chiara e Damiano sono due giovani di Polignano a Mare che stanno per sposarsi, anche i loro genitori stavano per farlo tanti anni prima, Ninella, la madre di Chiara, è una vedova di mezza età che da giovane doveva sposarsi con Domenico Scagliusi, chiamato Don Mimì, padre di Damiano, ma il loro sogno d'amore non si è mai realizzato a causa del fratello della donna contrabbandiere poi arrestato.
Lo sfaccendato Damiano non sembra davvero convinto di voler convolare a nozze; sua madre si dimostra subito una suocera invadente. In occasione dell'imminente matrimonio, arriva lo zio Franco, appena uscito dalla galera che non viene ben accolto a causa dei suoi trascorsi giudiziari. I due sposi intanto subiscono le tentazioni e i dubbi precedenti il matrimonio: Chiara si concede un leggero flirt con l'affascinante fotografo Vito che le provoca una piccola ma evidente ecchimosi sul collo; Damiano ha un ultimo rapporto sessuale con Alessia, un'avvenente ex fiamma.
Don Mimì cerca di fare i conti con il suo passato sentimentale, bruciando le lettere scambiate con Ninella; quest'ultima invece si proietta verso il futuro di sua figlia; entrambi sembrano risoluti ad ignorare l'antico sentimento che però non tarda a fare capolino tra i due.
Intanto alcune altre nuvole sembrano oscurare la cerimonia causando il chiacchiericcio nel paese: la sposa sceglie lo zio Franco per farsi accompagnare all'altare; Orlando, il fratello di Damiano, arriva in compagnia di una appariscente amica il cui compito è nascondere l'omosessualità di lui.
A Don Mimì arriva voce del tradimento di suo figlio, ne segue un confronto tra padre e figlio in cui i due si rimproverano reciprocamente le manchevolezze verso le rispettive compagne di vita.
Arriva il momento della cerimonia, gestita dal simpatico prete; lo sposo tentenna alla risposta invece la sposa è risoluta nel dire "sì". Durante il ricevimento si creano altri momenti di tensione: sul vestito della sposa, con lo zio pregiudicato, con un misterioso amante di Orlando; c'è attrito anche tra gli sposi che hanno subodorato i reciproci tradimenti.
Grazie a un'idea di Damiano, l'orchestra intona le note della canzone (da cui il film prende il titolo, qui cantata da Alessandra Amoroso) che don Mimì e Ninella sono invitati a ballare da soli in pista, finalmente felici sotto lo sguardo attonito della moglie. Orlando viene scoperto in bagno con il suo amante da Don Mimì, così decide di usare il microfono per fare un toccante discorso durante il quale dichiara la sua omosessualità e si rammarica davanti ai parenti di non poter vivere apertamente la sua sessualità.
Don Mimì accetta il "coming out" di Orlando, poi si dichiara finalmente a Ninella che accetta la proposta del suo amato. I due fratelli si scambiano attestati di stima reciproca. Tra segreti svelati, amori mai dimenticati, parenti nordici e galeotti, Chiara e Damiano capiranno solo dopo il tormentato ricevimento il rischio corso e l'importanza del loro amore.

## Colonna sonora
Fa parte della colonna sonora Io che amo solo te, l'omonima canzone del 1962 di Sergio Endrigo, qui interpretata da Alessandra Amoroso.

## Produzione
Le riprese del film si sono tenute principalmente a Polignano a Mare eccezion fatta per alcune scene come quella della masseria, girata in realtà presso un relais di Turi,  alcune scene in interni girate a Fasano e Martina Franca e altre a Monopoli e Mola di Bari.

## Sequel
Nel 2016 è stato prodotto un sequel intitolato La cena di Natale, sempre diretto da Marco Ponti e interpretato da Riccardo Scamarcio, Laura Chiatti, Maria Pia Calzone e Michele Placido; con la colonna sonora della canzone Quando le canzoni finiranno della cantautrice Emma Marrone.